# Shock ipovolemico
Lo shock ipovolemico è lo stato di shock causato dalla diminuzione acuta della massa sanguigna circolante, causata da emorragia o da perdita di liquidi (ipovolemia non emorragica).

## Eziologia
- L'emorragia è spesso conseguenza di diverse condizioni patologiche:

1. Traumi esposti o interni
2. Ulcera gastrica, patologie dell'apparato gastroenterico[1][2]
3. Problemi dell'apparato riproduttivo
4. Malattie dell'apparato cardiovascolare quali l'aneurisma dell'aorta addominale o dell'aorta toracica, fissurati.

- L'ipovolemia non emorragica ha cause diverse:

1. ustioni, lesioni essudative
2. Patologie renale e dismetaboliche: diabete insipido, diabete mellito, uso eccessivo di diuretici
3. Situazioni in cui vi è un aumento eccessivo della permeabilità capillare come nello shock anafilattico
4. Infezioni dell'apparato gastroenterico, che manifestano vomito e diarrea gravi
5. Sequestro di liquidi negli spazi peritoneale, toracico e addominale (emoperitoneo, emotorace e ascite)[3]
6. Shock da plasma leakage nella Dengue severa (il plasma si sposta nel 3° spazio)

Può anche essere conseguenza di un colpo di calore (ipertermia).

## Fisiopatogenesi
La perdita di liquidi porta a una riduzione del precarico ventricolare, riduzione della pressione diastolica del ventricolo, ridotta eiezione cardiaca e quindi ipotensione.
L'organismo cerca di contrastare l'ipotensione arteriosa e la forza cardiaca aumenta per correggere il meccanismo di compenso centrale e periferico. Vi è anossia tissutale.

## Clinica

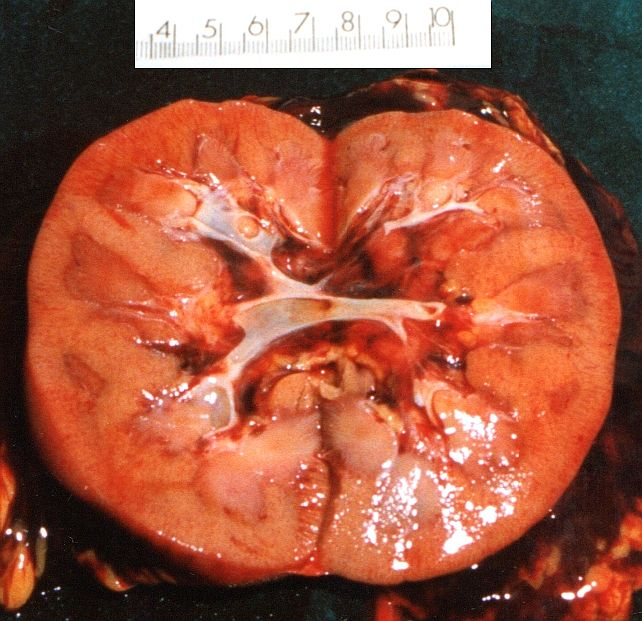
Un rene in seguito a uno shock ipovolemico fatale

### Segni e sintomi
Il soggetto si presenta pallido, con la cute fredda e umida, tachicardico, il polso carotideo è ridotto, la funzionalità renale alterata (oliguria) e lo stato di coscienza compromesso.
Come intervenire: assicurare la pervietà delle vie aeree nei pazienti con turbe alla coscienza, ricercare e trattare le cause possibili, posizione antishock (supina), coprire l'infortunato, senza farlo sudare, per prevenire lipotimia e quindi un ulteriore aggravamento delle stato di shock.

## Trattamento

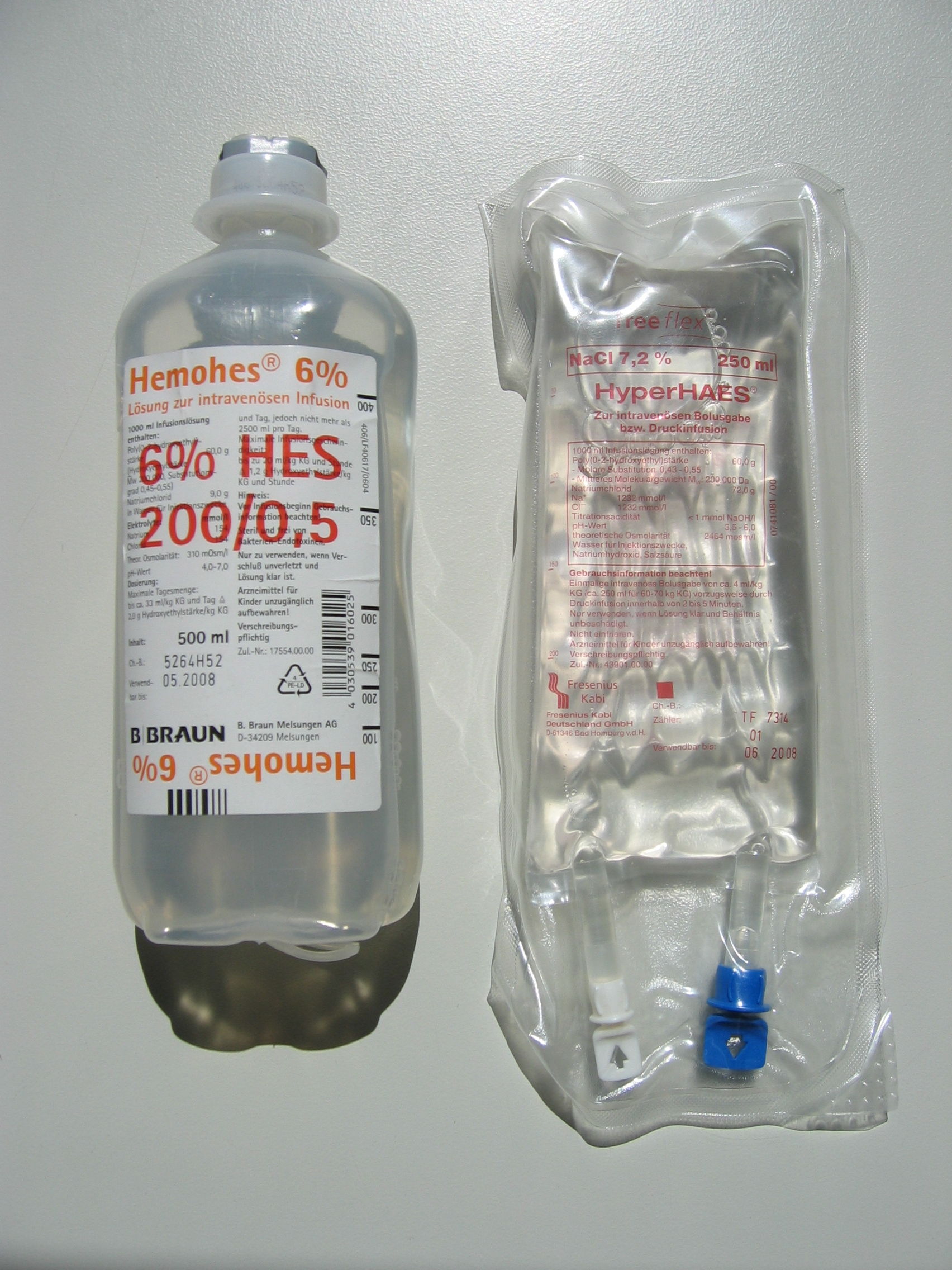
Una soluzione colloidale ipertonica da iniettare in caso di shock ipovolemico

In genere le prime terapie vengono avviate dal primo soccorso che viene attuato nel territorio e solo successivamente, approntate nei reparti ospedalieri.
È fondamentale individuare l'arteria lesionata e apporvi una compressione sufficiente a bloccare la fuoriuscita del sangue, controllare i parametri vitali e somministrare O2 con sondino nasale, iniziare la terapia infusionale con plasma espander.
All'arrivo in ospedale, la valutazione dell'emocromo, della pressione venosa centrale e periferica, fornisce indicazioni sulla gravità del quadro; si procederà alle pratiche chirurgiche di sutura dei vasi lesionati, riduzioni delle eventuali fratture e somministrazione di emotrasfusioni, se necessarie, associate ad infusioni temporanee di farmaci vasoattivi.